# 剧作家
劇作家，是指專門從事戲劇文學寫作的作家。這些作品可能是為舞台表演而創作，或是不可能上演的舞台劇本，或是只以劇本對話形式的純粹文學創作。
英語裡的「劇作家」（playwright）一詞首先出現於英國劇作家本·琼森的諷刺詩《致編劇》（To Playwright）。「Play-wright」一詞有「編寫表演的工匠」的意思，暗諷當時在劇場裏工作的二流散文作家。因為當時的劇作家多數採用格律詩體裁，並自稱為詩人，這種做法一直延至19世紀早期。儘管如此，現代「playwright」一詞已沒有貶意。

## 早期劇作家

### 西方劇作家
西方現有作品流傳下來的最早的劇作家可追溯到西元前五世紀的古希臘時期。當時希臘一年一度的酒神節的重要內容便是盛大的戲劇比賽。每個參賽的劇作家都要提交一個悲劇三聯劇和一個內容相關的羊人劇作為參賽作品。這個比賽的勝利者，現在還有作品流傳下來的只有悲劇作家埃斯庫羅斯、索福克勒斯和歐里庇得斯，及喜劇作家亞里士多芬尼斯。他們創作的戲劇形式到今天仍然為劇作家採用。
在戲劇史上被大多數人認為最偉大的劇作家則是威廉·莎士比亞。他生於文藝復興與巴洛克時期之間的英國，但他的正悲劇、喜劇和歷史劇令當時仍處於黑暗時代的戲劇藝術突然躍進高峰時期。
在他死後的四百年間，他的作品仍在世界各地不斷上演和學院研究。

### 中國戲劇作家
中國的戲劇發展過程與西方戲劇迥異。
最早的劇作家因資料很少，已不可考，可知的是自隋代開始有管理百戲的制度，而最早的劇本為南宋時期的《張協狀元》。這齣劇本作者有一說為南宋溫州的九山書會。到宋元朝流行雜劇，關漢卿、王實甫(或說鄭光祖)、白樸、馬致遠為代表人物，合稱「元曲四大家」。而關漢卿有「東方莎士比亞」之稱。

## 現代編劇
隨著表演理論、舞台科技和多媒體的發展，舞台劇作家的地位正逐漸被導演取代。劇作家亦逐漸轉移至電影、電視或電台的編劇工作。再加上舞台劇需要的資源遠比其餘媒體多、在很多城市的政府資助減少、業餘劇團都是依靠票房的收益成為收入的主要來源；這些情況令很多劇團都明顯減產。在美國紐約百老匯外的著名劇院 Playwrights Horizons 在2002-03年季度只上演六齣戲劇，比起1973-74年的31套記錄有明顯減少。 在百老匯，甚至百老匯以外的地方，現代既大型、又有機會重演的製作大都為音樂劇。這些因素都令劇作家難以單靠編劇維生，除非是非常成功的劇作家。